# Мікропроцесорні пристрої перевірки РЗА
Мікропроцесорні пристрої перевірки РЗА — портативні мікропроцесорні випробувальні прилади, призначені для автоматизованої перевірки характеристик і параметрів настройки електромеханічних, напівпровідникових і мікропроцесорних систем релейного захисту.
На території України представлені переважно випробувальні комплекси наступних серій:
- OMICRON (Австрія);
- Doble (США);
- РЕТОМ (Росія);
- РЗА-ТЕСТЕР (Україна).